# Э
Э, э (русские названия: э или э оборо́тное) — 31-я буква русского и 30-я буква белорусского кириллических алфавитов; в других современных славянских кириллических алфавитах не используется (в украинском роль пары Э/Е играет Е/Є). Используется также в алфавитах некоторых неславянских языков (в таджикском, киргизском, монгольском, коми, узбекском кириллическом алфавите и др.). Считается заимствованной глаголической формой буквы «есть» (Е), которая выглядит как .

## История знака

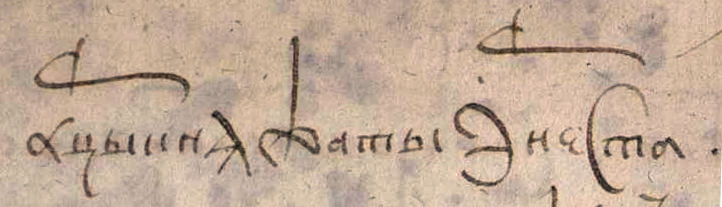
Скорописное «арцыкняжаты Эрнеста» в записи речи австрийских послов Яна Кобензля и Даниеля Принца, 1576 г.

В южнославянской кириллице знак Э используется как аллограф буквы Е с XIII—XIV веков, а самые ранние случаи использования Э, причём в качестве выносного (надстрочного) знака, согласно указаниям палеографа Е. Ф. Карского, относятся к 1284 году.
В древнерусской письменной традиции символ, иногда выглядевший наподобие современной буквы З, впервые появляется в новгородской рукописи конца XIV или начала XV веков, возможно, списанной с глаголического антиграфа, причём по всей видимости сразу в современном значении, но в полноценный обиход она входит лишь в западнорусской традиции ближе к концу XV века, откуда позднее распространяется и по Московской Руси. Позднее она многократно встречается в рукописном Познанском сборнике, списанном (за исключением более поздних последних страниц) в конце XVI века (в таких словах как «цэсар», «рыцэр» и т. д.). Встречается она и во влиятельнейшем московском 1648 года издании грамматики Смотрицкого: этѷмоло́гїа, причём для Э была изготовлена особая литера, а не перевёрнута существующая. Официально в алфавит буква Э включена в 1708 году при создании гражданского шрифта, унаследовав позицию между Ѣ и Ю, на которую в церковнославянских учебных азбуках порой ставили вариант Є буквы Е, обычно имевший, впрочем, как раз противоположное звуковое значение.
В сербском варианте гражданского алфавита знаки Э и Є были взаимозаменимы (первоначально чаще использовалось Э, позже наоборот) и имели значение йотированного звука; оба упразднены в середине XIX века реформой Вука Караджича.

## В русской письменности
В современной русской письменности буква Э обозначает нейотированные гласные звуки [e] и [ɛ]. Используется в немногих собственно русских словах: это, этот, этак(ий), эдак(ий), эк(ий), эва, эвон, эх, эхе-хе, эхма, эй, эге, эге-ге. Основное предназначение буквы Э — нейотированное использование в начале слова и после гласных в заимствованных словах: экран, эхо, этаж, эвтаназия, маэстро, поэт, дуэль (однако после гласных Е и И регулярно пишется Е, а Э лишь в немногих исключениях, вроде Мариэтта или Глиэр).
Петрушка
Бульон, бутерброд, консомэ!
Мы по-русски не понимэ!
Л. В. Щерба («Теория русского письма», 1983, цит. по ) писал следующее:

Замечания вызывает одна только буква «э» для обозначения гласного «э» в начале слов и после гласных. Дело в том, что в этом положении в исконных русских словах встречается нормально лишь сочетания «је»: ехать, есть, преемник, знает и т. п. Только в словах это, эта и т. п. мы имеем чистое «э» в начале слова. Все остальные случаи чистого «э» в этом положении относятся к заимствованным словам — экран, эхо, поэт, Боэций и т. д. Таким образом, буква «э» является специфической для слов заимствованных, иностранных; иначе говоря, она является внешним признаком подобных слов. Как букву для иностранных слов воспринимали «э» и многие наши писатели старого и нового времени. В XVIII веке её считали ненужной Тредиаковский, Ломоносов, Сумароков. Последний пишет по этому поводу: «Вошла было в нашу азбуку странная литера для изъяснения слов чужих; однако сей пришелец выгнан». В XIX веке против буквы «э» высказывались Каченовский и даже Белинский (последний возражал, впрочем, только против формы). Грот, отвергая употребления буквы «э» после согласных, однако очень отстаивал её для начала слова и после гласных. Он справедливо указывал, что благодаря отсутствию буквы для чистого «э» у нас вошли неправильные произношения Европа вм. Эвропа, евнух вм. эвнух, Ева вм. Эва, Еврипид вм. Эврипид и т. д. В наши дни невозможно писать еволюция, егоизм, екзамен, елемент и т. п., а поэтому не может быть сомнений в том, что буква «э» абсолютно необходима в русском алфавите, но не менее очевидно и то, что она характеризует те слова, в которых пишется, как иностранные.

### Буква «э» после согласных
После согласных написания через Э крайне редки: согласно правилам образца 1956 года, это лишь слова мэр, пэр, сэр (до начала XX века писавшиеся через Е) и собственные имена; позже к этому списку добавился мэтр для отличия от метра. В редакции правил 2006 года в список основных корней с Э после согласных включены ещё три: пленэр, рэкет, рэп. На практике, однако, слов с Э после согласных гораздо больше, особенно среди недавних заимствований, ещё не вполне усвоенных русским языком. Многие из них имеют варианты с Е (кэб/кеб, тэг/тег, хэш/хеш и т. п.), причём написания с Э обычно выглядят более иностранными. Кроме того, с Э пишутся названия букв (бэ, вэ, гэ, <…> эль, эм, эн…) и слова, образованные от аббревиатур, вроде гэдээровский, кагэбэшный или пэтэушник.
В некоторых случаях практической транскрипции иностранных имён и названий применяется написание буквы э после согласных, в частности:
- с английского языка — иногда для передачи звука [æ] (Блэкпул), а также для передачи дифтонга [ɛə] (Блэр, Делавэр);
- с румынского языка — для передачи буквы ă (Крянгэ, Бакэу);
- с восточноазиатских языков:
  - вьетнамского языка — в системе Мхитарян (Тэйнинь);
  - китайского языка — в системе Палладия (Хуанхэ);
  - корейского языка — в системе Концевича передаёт корейскую букву ㅐ (тхэквондо);
  - японского языка — в системе Поливанова (сэнсэй).

## В белорусской письменности
В белорусской письменности различие между Э и Е проведено более последовательно фонетически: Брэст, старэйшы, грэшнік, яшчэ (ещё), и др. В словах славянского происхождения Э всегда находится под ударением.

## Употребление
Восклицательное междометие «э!» состоит из этой единственной буквы.

## Таблица кодов
| Кодировка    | Регистр   | Десятичный код | Шестнадцатеричный код | Восьмеричный код | Двоичный код      |
| ------------ | --------- | -------------- | --------------------- | ---------------- | ----------------- |
| Юникод       | Прописная | 1069           | 042D                  | 002055           | 00000100 00101101 |
| Юникод       | Строчная  | 1101           | 044D                  | 002115           | 00000100 01001101 |
| ISO 8859-5   | Прописная | 205            | CD                    | 315              | 11001101          |
| ISO 8859-5   | Строчная  | 237            | ED                    | 355              | 11101101          |
| КОИ-8        | Прописная | 252            | FC                    | 374              | 11111100          |
| КОИ-8        | Строчная  | 220            | DC                    | 334              | 11011100          |
| Windows-1251 | Прописная | 221            | DD                    | 335              | 11011101          |
| Windows-1251 | Строчная  | 253            | FD                    | 375              | 11111101          |